# Groove High
Groove High (Groove High), serie televisiva britannica-canadese-francese trasmessa dal 10 novembre 2012 su Disney Channel e Teletoon.
È andato in onda in Italia su Disney Channel dall'8 luglio 2013 e su Frisbee dal 4 novembre dello stesso anno.

## Trama
La serie racconta le vicende di due ragazzi diventati artisti: Tom Mason e Zoe Myer. Ormai adulti, durante i loro tour pensano alla loro vita precedente. Nei, due ragazzi si ritrovano in situazioni esilaranti.

## Personaggi

### Personaggi principali
- Tom Mason: È una persona adorabile, anche se non molto maturo, come in effetti non lo era quando frequentava la Groove High School. Grazie a questa scuola è diventato un artista. Ragazzo simpatico e un po' folle, si ritrova spesso in situazioni bizzarre ed esilaranti. A 15 anni desiderava ardentemente che Zoe si innamorasse di lui.
- Zoe Myer: È molto diversa da Tom: infatti è una professionista seria. In gioventù era dolce, appassionata di musica, ma soffriva della sindrome di panico da palcoscenico. Dotata di una voce angelica, provava una profonda amicizia per Tom, e forse qualcosa di più, ma non voleva ammetterlo.

## Episodi
| Stagione       | Episodi | Prima TV Regno Unito | Prima TV Italia |
| -------------- | ------- | -------------------- | --------------- |
| Prima stagione | 26      | 2012-2013            | 2013            |